# Krystyna Bernacka
Krystyna Bernacka (ur. 16 września 1927 w Hieronimowie, zm. 1 kwietnia 2019) – polska lekarka, prof. dr hab. nauk medycznych, specjalistka w zakresie chorób wewnętrznych i reumatologii.

## Życiorys
Krystyna Bernacka z domu Myśliwiec urodziła się 16 września 1927 w Hieronimowie k. Iłży. W 1940 ukończyła szkołę powszechną, podczas wojny uczyła się na tajnych kompletach w Ostrowcu Świętokrzyskim, gdzie uzyskała małą maturę (1944). Liceum ogólnokształcące ukończyła w 1946 i rozpoczęła studia na Wydziale Lekarskim UMCS w Lublinie. Po drugim roku przeniosła się do Warszawy, gdzie studiowała w Akademii Medycznej, uzyskując dyplom lekarza 2 czerwca 1952. W 1966 obroniła pracę doktorską, a w 1974 habilitowała się na podstawie oceny dorobku naukowego i pracy. W 1985 nadano jej tytuł profesora nadzwyczajnego, a w 1990 otrzymała nominację na profesora zwyczajnego. Była profesorem zwyczajnym Akademii Medycznej w Białymstoku.
Została wyróżniona tytułem członka honorowego Polskiego Towarzystwa Reumatologicznego i Towarzystwa Internistów Polskich.
Była żoną prof. Eugeniusza Bernackiego (1919–1997), znanego chirurga, naukowca i publicysty, z którym mieli dwóch synów: Andrzeja, dr n. med., chirurga i torakochirurga oraz Piotra – informatyka i pracownika naukowego uczelni technicznych.
4 kwietnia 2019 spoczęła obok męża na Cmentarzu Farnym w Białymstoku.

## Ordery i odznaczenia
- Krzyż Kawalerski Orderu Odrodzenia Polski[1]
- Złoty Krzyż Zasługi[1]
- Odznaka honorowa „Za wzorową pracę w służbie zdrowia”[1]

- Gloria Artis Medicinae - Medal Honorowy Okręgowej Izby Lekarskiej w Białymstoku (2014)[4]